# Édouard Louis
Édouard Louis (de seu nome original Eddy Bellegueule; 30 de outubro de 1992), é um escritor e tradutor francês. 

## Biografia
Édouard Louis (de seu nome original Eddy Bellegueule)  nasceu em Hallencourt, localidade da Picardia, Norte de França, em 30 de Outubro de 1992. Louis cresceu numa família pobre, apoiada por subsídios sociais do governo: o seu pai foi trabalhador de fábrica durante uma década até que um dia no trabalho, um contentor de armazém lhe caiu em cima e lhe esmagou as costas, deixando-o acamado e incapaz de trabalhar.  Eddy fugiu de casa aos 16 anos, rompeu com seu passado e mudou de nome. Fez isso quando, em 2011, ganhou uma bolsa de estudos em Amiens. De lá, ingressou na Universidade da Picardia Jules Verne e, em seguida, na prestigiosa École Normale Supérieure, em Paris. Na sua família, Édouard Louis foi o primeiro a frequentar a universidade. 
No seu primeiro romance, O fim de Eddy, descreve a sua infância e adolescência como filho de uma família operária pobre e num meio onde o racismo, a homofobia e o alcoolismo eram uma constante e violenta presença. O romance narra a infância e adolescência de Eddy Bellegueule  numa aldeia da Picardia, a rejeição que sofre de pessoas da aldeia e da sua própria família por causa de seus modos efeminados, e a violência e humilhações que suporta num ambiente que detesta homossexuais. 
As experiências do narrador retratam um mundo onde a pobreza e  o álcool acompanham a reprodução social, que leva as mulheres a se tornar caixas depois de abandonar seus estudos e homens a passar da escola directamente para a fábrica. Eddy Bellegueule finalmente percebe sua atração sexual por homens, e sua aversão para as relações heterossexuais, mas tenta retornar à norma. Antes da conclusão de seu fracasso, ele decidiu fugir e acaba deixando o caminho que lhe foi traçado para se juntar a uma escola de Amiens, onde descobriu uma outra classe cujos códigos de conduta são diferentes. No livro seguinte, História da Violência, o escritor ficcionaliza um estupro que sofreu em Paris, quando finalmente sua vida parecia apontar para um caminho melhor.
O seu livro, publicado em Portugal com o título Acabar com Eddy Bellegueule, mereceu elogiosas referências da crítica devido ao seu mérito literário, e provocou controvérsia pela forma como descreve a sua família e classe social. 
Em 2013, dirigiu a obra colectiva dedicada a Pierre Bourdieu, Pierre Bourdieu, l’insoumission en héritage. 
Em 2024 veio ao Brasil participar da Flip (Festa Literária Internacional de Paraty) e foi entrevistado pelo programa Roda Viva da TV Cultura. 

## Obras Publicadas

### Romances
- En finir avec Eddy Bellegueule, Paris, Éditions du Seuil, 2014
- Histoire de la violence, Éditions du Seuil, 2014
- Qui a tué mon père, Éditions du Seuil, 2018
- Combats et métamorphoses d'une femme, Éditions du Seuil, 2021
- Changer : méthode, Éditions du Seuil, 2021
- Monique s'évade, Éditions du Seuil, 2024
- L'effondrement, Éditions du Seuil, 2024

### Teatro
- Au cœur de la violence, Éditions du Seuil, 2019 — Adaptação de seu livro Histoire de la violence.

### Ciências Políticas
- , L'Insoumission en héritage, Paris, PUF, 2013. (com Pierre Bergougnioux, Annie Ernaux, Didier Eribon, Arlette Farge, Geoffroy de Lagasnerie e Frédéric Lebaron)
- Dialogue sur l'art et la politique, PUF, 2021. (com  Ken Loach)

### Traduções
- Antigonick de Anne Carson, L'Arche, 2019.
- Norma Jeane Baker de Troie de Anne Carson, L'Arche, 2021

### Obras traduzidas para o português
- O fim de Eddy, Tusquets, 2018 (tradução de Francesca Angiolillo)
- História da violência, Tusquets, 2020.
- Para Acabar de Vez com Eddy Bellegueule, Elsinore, 2022.
- Lutas e metamorfoses de uma mulher, Todavia, 2023.
- Quem matou meu pai, Todavia, 2023
- Mudar: Método, Todavia, 2024 (tradução de Marília Scalzo)
- Monique se liberta, Todavia 2024. (tradução de Marília Scalzo)
- O colapso, Todavia, 2025.[11]